# Chelyabinskite
La chelyabinskite è un minerale non ritenuto valido dal 1986 dall'IMA perché di origine antropogenica in quanto prodotto dalla combustione dei prodotti di scarto di una miniera di carbone. La thaumasite presenta molte proprietà analoghe e potrebbe trattarsi dello stesso minerale.